# Renescure
 Renescure là một xã ở trong tỉnh Nord ở miền bắc nước Pháp. Xã này có diện tích 18,93 kilômét vuông, dân số năm 1999 là 2086 người. Xã nằm ở khu vực có độ cao trung bình 30 mét trên mực nước biển.